# Cowboy Carter Tour
De Cowboy Carter Tour is de aankomende tiende concerttournee van de Amerikaanse singer-songwriter Beyoncé. Deze werd aangekondigd op 2 februari 2025, ter promotie van haar achtste studioalbum Cowboy Carter (2024). Het begint op 28 april 2025 in het SoFi Stadium in Inglewood. De concerttournee is Beyoncé's derde solostadiontournee, na The Formation World Tour in 2016 en de Renaissance World Tour in 2023.

## Shows
| Datum         | Stad            | Land                | Venue                     | Opkomst           | Opbrengst   |
| ------------- | --------------- | ------------------- | ------------------------- | ----------------- | ----------- |
| 28 april 2025 | Inglewood       | Verenigde Staten    | SoFi Stadium              | 217,143 / 217,143 | $55,706,053 |
| 1 mei 2025    | Inglewood       | Verenigde Staten    | SoFi Stadium              | 217,143 / 217,143 | $55,706,053 |
| 4 mei 2025    | Inglewood       | Verenigde Staten    | SoFi Stadium              | 217,143 / 217,143 | $55,706,053 |
| 7 mei 2025    | Inglewood       | Verenigde Staten    | SoFi Stadium              | 217,143 / 217,143 | $55,706,053 |
| 15 mei 2025   | Chicago         | Verenigde Staten    | Soldier Field             | 143,256 / 143,256 | $42,526,825 |
| 17 mei 2025   | Chicago         | Verenigde Staten    | Soldier Field             | 143,256 / 143,256 | $42,526,825 |
| 22 mei 2025   | East Rutherford | Verenigde Staten    | MetLife Stadium           | –                 | –           |
| 24 mei 2025   | East Rutherford | Verenigde Staten    | MetLife Stadium           | –                 | –           |
| 25 mei 2025   | East Rutherford | Verenigde Staten    | MetLife Stadium           | –                 | –           |
| 28 mei 2025   | East Rutherford | Verenigde Staten    | MetLife Stadium           | –                 | –           |
| 5 juni 2025   | Londen          | Verenigd Koninkrijk | Tottenham Hotspur Stadium | –                 | –           |
| 7 juni 2025   | Londen          | Verenigd Koninkrijk | Tottenham Hotspur Stadium | –                 | –           |
| 10 juni 2025  | Londen          | Verenigd Koninkrijk | Tottenham Hotspur Stadium | –                 | –           |
| 12 juni 2025  | Londen          | Verenigd Koninkrijk | Tottenham Hotspur Stadium | –                 | –           |
| 19 juni 2025  | Saint-Denis     | Frankrijk           | Stade de France           | –                 | –           |
| 21 juni 2025  | Saint-Denis     | Frankrijk           | Stade de France           | –                 | –           |
| 28 juni 2025  | Houston         | Verenigde Staten    | NRG Stadium               | –                 | –           |
| 29 juni 2025  | Houston         | Verenigde Staten    | NRG Stadium               | –                 | –           |
| 4 juli 2025   | Landover        | Verenigde Staten    | Commanders Field          | –                 | –           |
| 7 juli 2025   | Landover        | Verenigde Staten    | Commanders Field          | –                 | –           |
| 10 juli 2025  | Atlanta         | Verenigde Staten    | Mercedes-Benz Stadium     | –                 | –           |
| 11 juli 2025  | Atlanta         | Verenigde Staten    | Mercedes-Benz Stadium     | –                 | –           |
| 25 juli 2025  | Las vegas       | Verenigde Staten    | Allegiant Stadium         | —                 | —           |
| 26 juli 2025  | Las vegas       | Verenigde Staten    | Allegiant Stadium         | —                 | —           |
| Totaal        | Totaal          | Totaal              | Totaal                    | —                 | —           |